# Castelul Malmaison

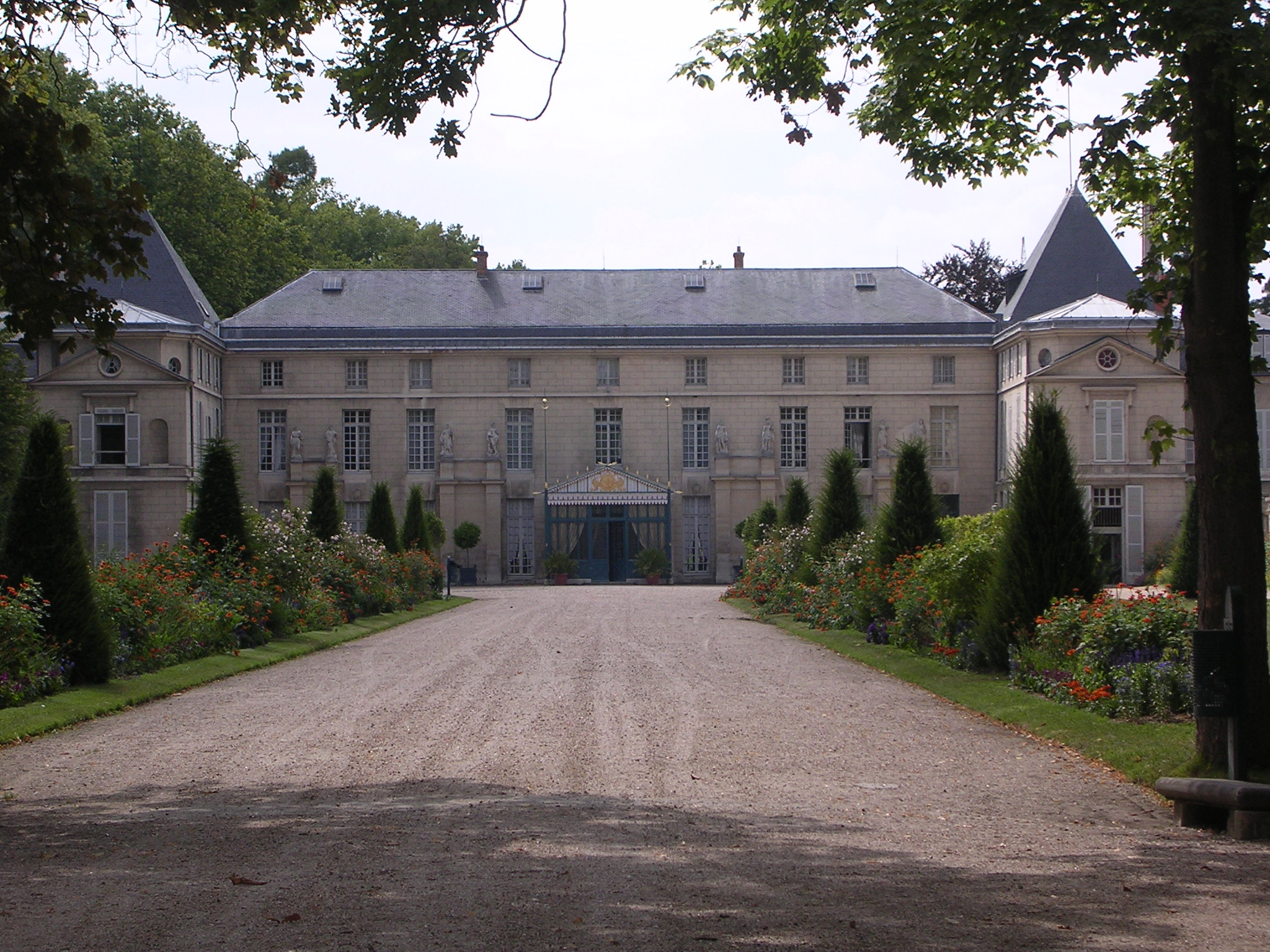
Castelul Malmaison

Castelul Malmaison (franc. Château de Malmaison) este situat în orașul Rueil-Malmaison, departamentul Hauts-de-Seine, în regiunea Île-de-France, Franța. El a fost reședința împăratului Napoleon și al soției sale Joséphine.

## Istoric
Castelul este pentru oară amintit în documentele istorice în secolul VI ca   vila unuia din fiii lui Clovis I (ca. 466 – 511). Denumirea mala-mansio ar putea fi tradus ca și "casă rea". Câteva secole mai târziu el a devenit reședința unui cavaler scoțian. Prin secolul XIV devine proprietatea lui Robert de Lorris, un sfătuitor al regelui, iar apoi a nobilului Guillaume Goudet. La începutul secolulului XVII este fortificat și devine ulterior reședință imperială după nunta Joséphinei cu Napoleon. În aprile 1799 Joséphine cumpără  castelul cu bani împrumutați,  datoria a fost achitată de Napoleon. Castelul a fost renovat de arhitecții Charles Percier și Pierre Fontaine. Împăratul Bonaparte cu soția lui aveau reședința oficială în Palais des Tuileries (Palatul Tuileries) în Paris și reședința privată aici în castel. Prin anul 1804 a lăsat Joséphine, care iubea trandafirii, să fie amenajată o grădină, numită și după moartea ei "grădina împărătesei".
După divorț Napoleon dăruiește Joséphinei castelul unde și după acea vor primiți în continuare diplomați și monarhi străini.
Castelul a fost moștenit de Napoleon III. Ca după moartea lui să-l moștenească fiul acestuia Eugène de Beauharnais. Azi castelul este declarat muzeu național, fiind vizitat de turiști.